# 아다모 루지에로

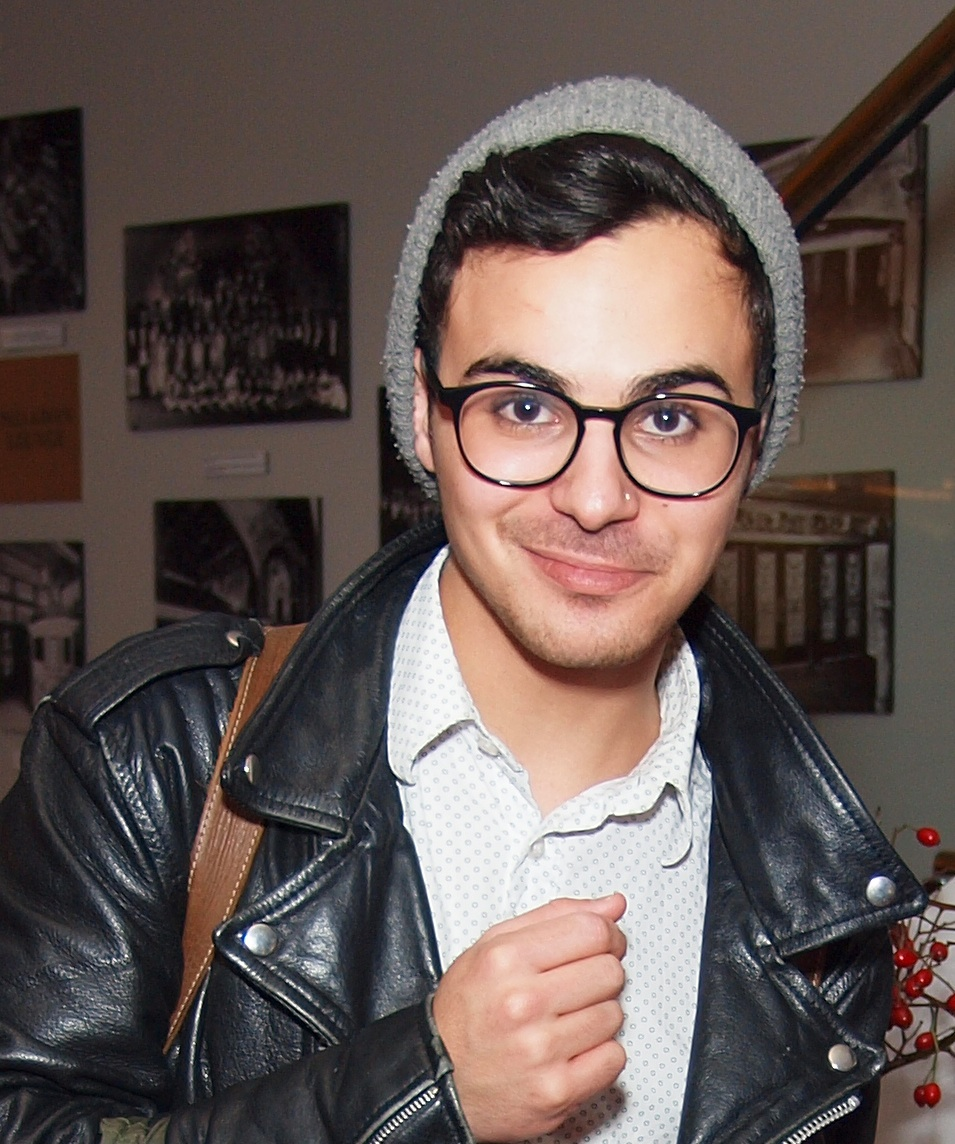

아다모 루지에로(Adamo Angelo Ruggiero, 1986년 6월 9일 ~ )는 캐나다의 배우, 진행자, 텔레비전 배우이다.
미시소거에서 태어났다.

## 영화
- 게이시안 (2013년)
- 더 풀 데이트 (2011년)
- 크리스마스에 생긴 일 (2009년)